# Herzog von Terranuova

Wappen von Gonzalo Fernández de Córdoba y Aguilar (1435–1515), Duca di Sessa, Duca di Santangelo, Duca di Terranuova, Duca di Andria, Duca di Montalto

Gonzalo Fernández de Córdoba y Aguilar (1435–1515), genannt el Gran Capitán, wurde in seinem Leben fünfmal zum Herzog ernannt:
1. am 10. März 1497 zum Duca di Santangelo (oder Sant’Angelo)
2. am 10. April 1502 zum Duca di Terranuova
3. am 1. Januar 1507 zum Duca di Sessa
4. 1507 zum Duca di Andria
5. 1507 zum Duca di Montalto

Die Ernennungen fanden alle durch die Katholischen Könige in Neapel statt, d. h., dass es sich a priori um italienische Adelstitel handelt. Der dritte Herzog von Sessa gab die übrigen Titel auf, damit der Titel Herzog von Sessa als kastilischer Titel anerkannt wurde. Die abgelegten Titel wurden zwischen 1893 und 1919 von König Alfons XIII. erneuert.

## Neapolitanische Grafen von Terranuova
- Niccolo de Joinville, Conte de Terranuova, 1304/17 Vizekönig von Otranto
- Ruggero Sanserverino († um 1376), 1. Conte de Mileto e Terranuova; ⚭ I NN; ⚭ II Giovanna d’Aquino, Tochter von Tommaso d’Aquino, Herr von Roccasecca
- Roberto Sanseverino, dessen Sohn, 2. Conte de Terranuova; ⚭ NN, Tochter von Antonio Conte de Gerace
- Enrico Sanseverino, dessen Sohn, († 1403), 3. Conte de Terranuova

## Neapolitanische Herzöge von Terranuova
- Gonzalo Fernández de Córdoba y Aguilar (1453–1515), Sohn von Pedro II. Fernández de Cordoba, 1497 1. Duca di Santangelo, 1502 1. Duca di Terranuova, 1507 1. Duca di Sessa, 1. Duca di Andria und 1. Duca di Torremaggiore, ⚭ I Isabel de Sotomayor, Tochter von Luis Méndez de Sotomayor; ⚭ II María Manrique, Tochter von Fadrique Manrique de Castilla,
- Elvira de Cordoba († 1524), dessen Tochter, 2. Duchessa di Sant’Angelo, 2.Duchessa di Sessa, 2. Duchessa di Andria, 2. Duchessa di Terranuova, ⚭ Luis Fernández de Córdoba, 4. Conde de Cabra
- Gonzalo Fernández de Cordoba (1520–1578), deren Sohn, 3. Duque de Sessa, 3. Duca di Terranuova, 3. Duca di Andria, 3. Duca di Sant’Angelo; ⚭ María Sarmiento de Mendoza, Schwester von Diego de los Cobos y Hurtado de Mendoza, 1. Marqués de Camarasa,

- Carlo d’Aragona (* ca. 1520; † 1599), 1561 1. Herzog von Terranuova, 1566–1568 und 1571–1577 Vizekönig von Sizilien, 1581–1583 Vizekönig von Katalonien, 1583–1592 Gouverneur des Herzogtums Mailand
- Carlo Tagliava d’Aragona, († 1605), 2. Herzog von Terranuova
- Giovanni Tagliava d’Aragona († 1624), 3. Herzog von Terranuova
- Diego d’Aragona (1596–1663), 4. Herzog von Terranuova

## Spanische Herzöge von Terranova
- Fernando Osorio de Moscoso y Fernández de Córdoba (1815–1867), 4. Duca di Terranuova, Sohn von Vicente Joaquin Osorio de Moscoso y Guzmán, 13. Duque de Sessa aus dessen zweiter Ehe; ⚭ María Eulalia Osorio de Moscoso y Carvajal, 11. Duquesa de Medina de las Torres, Tochter von Vicente Pio Osorio de Moscoso y Ponce de León, 8. Duque de Atrisco,
- Alfonso Osorio de Moscoso y Osorio de Moscoso (1857–1901), deren Sohn, 5. bzw. 2. (erneuert 1893) Duque de Terranova, 15. Duque de Soma; ⚭ María Isabel Manuela López de Ansó y Ximénez de Embún, 3. Baronesa de la Joyosa, Tochter von Martial Antonio López Quilez y de Rafaela Ximénez de Embún y Angulo (die Titel des Paares werden auf ihre vier Kinder verteilt)
- Rafaela Osorio de Moscoso y López de Ansó (1893–1982), deren Tochter, 1906 3. (6.) Duquesa de Terranova; ⚭ Antonio de la Cierva y Lewita, 2. Conde de Ballobar,
- Gonzalo de la Cierva y Moreno (* 1961), 7. Duque de Terranova, Sohn von Alonso de la Cierva y Osorio de Moscoso, 17. Marqués de Poza († 1968), und damit Enkel der 6. Herzogin